# おでかけ子ザメ
『おでかけ子ザメ』（おでかけこザメ）は、ペンギンボックスによる日本の動物漫画作品。

## 概要
元は2021年6月23日に作者がTwitter（現X）で公開した3ページのフルカラー漫画作品で、人間と動物が共存する「八魚町」を舞台に主人公の子ザメちゃんと住民たちの日常を描く。
2021年10月20日発売の『青騎士』（KADOKAWA/エンターブレイン）Nr.4より、Twitter公開版に加筆・修正する形で商業連載を開始した。単行本はエンターブレインブランドの青騎士コミックスではなく、『青騎士』編集に参加している中経出版ブランドのKITORAレーベルからフルカラーで刊行されている。
2023年8月1日よりWebアニメを公開。
2025年8月22日に劇場版アニメを公開予定。

## 登場キャラクター
声はアニメにおける声優。
子ザメちゃん
声 - 花澤香菜
本作の主人公。陸へ上がり、人間と動物が共存する「八魚町（やうおちょう）」の色々な場所へ“おでかけ”するのが好きなサメの子供。大事な宝物を収納した唐草模様の風呂敷包みを常に背負っている。
食べることが大好きで、どんな大きい食べ物も一口で頬張れる。特にパイナップルが好物だが、グリンピースとコーヒーは少し苦手。
好奇心が旺盛で人懐っこく、優しい性格。種類を問わず、サメが描かれたりモチーフになったりしたものに大きな興味を示す。
話す言葉は「☆■×」などという“サメ語”で表現されるが、人間の言葉は理解できる。背びれなども使った豊かな感情表現で、多くの人間や動物と意思疎通し仲良くしている。
移動はお腹で跳ねるように行い、胸びれを器用に使って物を持つことができる。後には、尾びれで歩行できるようになった。陸での活動にて不自由している様子はないが、暑さは苦手で背びれがしおれてしまう。
牙は見えず（口の中は黒く表現される）、食べる時などに舌を出す描写がある。
八魚町を飛び出し、「とかい」や田舎、さらには「しょうわ」の世界へ“おでかけ”することもある。
あおいちゃん
声 - 栗坂南美
八魚小学校4年生の女の子。図書館でクジラの図鑑に見入っていた子ザメちゃんと知り合って仲良くなった。
子ザメちゃんを「海みたいなところ」に連れて行くなど、一緒に“おでかけ”を楽しんだり、子ザメちゃんを自宅に招いたりしている。
わたるくん
声 - 栗坂南美
八魚町に住む男の子。暑い日に子ザメちゃんからアイスを分けてもらったことで仲良くなった。恐竜などの絵を描くことが大好き。
こうさくくん
声 - 渡辺優里奈
八魚町に住むメガネをかけた男の子。子ザメちゃんと朝の公園での体操や夜の花火をして仲良くなった。工作が大好きで、様々な発明品を作っている。
妹が1人おり、子ザメちゃんと遊ぶこともある。
かえるちゃん
声 - 栗坂南美
緑色の小さなかえる。排水溝に落ちそうになったところを、子ザメちゃんに助けられて仲良くなった。雨の日が好き。よく子ザメちゃんの背中に乗って移動する。
とかげちゃん
声 - 渡辺優里奈
青い小さなとかげ。かえるちゃんとは兄弟のように仲が良く、すぐに子ザメちゃんとも仲良くなった。木登りが得意。冬の間はかえるちゃんと一緒に冬眠する。
パインさん
声 - 渡部俊樹
夏祭りで冷やしパインの屋台を出していたお兄さん。ひょっとこのお面をかぶっている。かき氷屋など、冷やしパイン以外の店を出すこともある。
たのSEAフレンズ
教育テレビ「Yテレ」のアニメ『たのSEA』に登場する、サメやチンアナゴのキャラクターたち。全員が蝶ネクタイをつけている。
カモの親子
声 - 渡辺優里奈（親ガモ）、栗坂南美（子ガモ）
雨宿りをしていた子ザメちゃんを素敵な場所に連れて行ってくれた。仲良し親子。
ビーバーちゃん
声 - 渡辺優里奈
アニメ51話、55話に登場。子ザメちゃんが子ビーバーたち（声:栗坂南美、花澤香菜）と川で遊んでいたところ、ダムの材料として子ザメちゃんの荷物を持っていってしまった。
シャークマスク
八魚商店街のアピールのため、子ザメちゃんをモデルに生み出されたヒーロー。子供たちのあこがれ。
かいじゅうさん
八魚デパートの屋上で行われていたヒーローショーでシャークマスクと紙飛行機で対決した怪獣。実はシャークマスクと仲良し。
サメのぬいぐるみ
子ザメちゃんが観た、映画『ブルーシー』で来場者特典としてもらったぬいぐるみ。いつも持ち歩いている。

### 劇場版アニメのキャラクター
あんこうちゃん
声 - 潘めぐみ
ちょうちんあんこうの子供。「とかい」の路地裏で子ザメちゃんと出会う。明るいところが苦手。自身の頭が放つ光が意図せずに人間を怖がらせてしまうが、本当は少し臆病ながらも心優しく頑張り屋な性格。
うさめちゃん
声 - 久野美咲
明るい茶毛で、どこか子ザメちゃんに似た容姿のうさぎの子供。「とかい」の満月の夜に子ザメちゃんと出会う。器用で運動神経が抜群。あまり感情を表に出さないが、愛情深く友達思いな性格。
モヒカンあにき
声 - 梅原裕一郎
サングラスと青いモヒカンヘア、サメの刺繡のスカジャンが特徴のお兄さん。「とかい」の交差点で子ザメちゃんと出会う。怖そうな外見ながら兄貴肌な性格。子ザメちゃんに何かと世話を焼いたことで子ザメちゃんの憧れの人となる。
「とかい」で子ザメちゃんと一旦別れた後、冬休みに帰郷中の列車内で再会し、雪国の田舎へ子ザメちゃんとあんこうちゃんを招待する。
はると
声 - 花江夏樹
「とかい」で毎日仕事に励むお兄さん。「とかい」に来た子ザメちゃんを自宅に泊め、しばらく一緒に生活する。大きなパンケーキを作り子ザメちゃんに振るまう。
サラリーマンのおにいさん
声 - 宮田俊哉
子ザメちゃんが「とかい」で最初に出会ったお兄さん。満員電車にて自分の鞄に入ってしまった子ザメちゃんを介抱し、仕事終わりに小料理屋へ子ザメちゃんを連れて行く。
バーテンダー
声 - 高野洸
「とかい」のバー「ROJIURA」で働くお兄さん。青い蝶に誘われて入店した子ザメちゃんに素敵なドリンクを提供し、カクテル作りを体験させてあげる。
ホストさん
声 - 杢代和人
歌笠子町（かさごちょう）のホストクラブで働くお兄さん。お腹が空いて倒れていたところを子ザメちゃんに助けられ、おにぎりをもらう。
そら
声 - 石見舞菜香
八魚高校に通う2年生の女の子。「とかい」に転校することになり落ち込んでいたところを子ザメちゃんに元気づけられる。
みほ
声 - 来栖りん
そらのクラスメイト。アイドルグループ「NizimasuU」のファン。転校するそらをSNSで励ます。
しゃしんのお姉さん
声 - 降幡愛
写真を撮るのが上手なお姉さん。スランプに陥っていたところに子ザメちゃんと出会い、子ザメちゃんとの思い出をポラロイドカメラで残す。
まなぶ
声 - 小市眞琴
鱚千住（きすせんじゅ）の進学塾に通う男の子。路地裏で出会ったあんこうちゃんに最初は驚くが、怖くないと分かるとあんこうちゃんと友達になる。
モデルのお姉さん
声 - 菊池紗矢香
今を時めくカリスマモデルのお姉さん。川に落とした指輪を子ザメちゃんに拾ってもらう。後に、彼女ならではの方法で子ザメちゃんに感謝を伝える。
おじいさん
声 - 楠見尚己
「とかい」の喫茶店で子ザメちゃんと相席したお爺さん。大きなパンケーキを子ザメちゃんと分け合って食べる。
女将さん
声 - 植田佳奈
「とかい」の小料理屋「さかば」の女将。子ザメちゃんとサラリーマンのおにいさんのために、店を貸し切りにする。
ドーベルさん
声 - 鈴木崚汰
帽子を被った凛々しいドーベルマン。子ザメちゃんがなくした風呂敷を、匂いを頼りに探し出した。子ザメちゃんからお礼にもらった星を、大事に胸につけている。

## 書誌情報
- ペンギンボックス『おでかけ子ザメ』、KADOKAWA〈KITORA〉、既刊7巻（2025年7月17日現在）
  1. 2022年1月19日発売[15]、ISBN 978-4-04-605570-5
  2. 2022年8月3日発売[16]、ISBN 978-4-04-605937-6
  3. 2023年5月30日発売[17]、ISBN 978-4-04-606352-6
  4. 2023年10月26日発売[18]、ISBN 978-4-04-606570-4
  5. 2024年6月21日発売[19]、ISBN 978-4-04-606925-2
  6. 2024年12月24日発売[20]、ISBN 978-4-04-607329-7
  7. 2025年7月17日発売[21]、ISBN 978-4-04-607529-1
    - （特装版 ベビー子ザメ小冊子付き）同日発売[22]、ISBN 978-4-04-607530-7

## アニメ
2023年8月1日より、YouTubeの公式チャンネルで毎週火曜日に配信。TOKYO MX、BS日テレなどでも、CM枠で本編第1話が放映された。2024年1月からは火曜日に加え金曜日にも配信し、週2回配信となった。2024年5月10日配信の第60話をもってWebアニメの配信を終了した。

### スタッフ
- 原作 - ペンギンボックス[3]
- 監督・絵コンテ・演出[注 8] - 槙麻里奈[3]
- シリーズ構成・脚本 - 長嶋宏明[3]
- キャラクターデザイン・作画監督[注 9] - 吉井安里咲[3]
- 色彩設計 - 西詠仔[3]
- 撮影監督 - 佐々木明美[3]
- 編集 - 小口理菜[3]
- 音響監督 - 小泉紀介[3]
- 音響効果 - 武藤晶子[3]
- 音響制作 - dugout[3]
- 音楽 - 藤澤慶昌[3]
- 音楽制作・製作 - KADOKAWA[3]
- 音楽プロデューサー - 若林豪
- プロデューサー - 田中翔
- アニメーションプロデューサー - 安藤圭一
- アニメーション制作 - ENGI[3]

### 主題歌
「よりみち」
子ザメちゃん（花澤香菜）の作詞・歌唱による主題歌。作曲・編曲はbaker。サメ語で歌っており、映像には日本語に訳した歌詞が表示される。

### 各話リスト
| 話数   | サブタイトル         | 配信日        |
| ------ | -------------------- | ------------- |
| 第1話  | 映画                 | 2023年 8月1日 |
| 第2話  | 橋ってすごい         | 8月8日        |
| 第3話  | 冷やしパイン         | 8月15日       |
| 第4話  | チューチューアイス   | 8月22日       |
| 第5話  | ラジオで体操         | 8月29日       |
| 第6話  | かき氷               | 9月5日        |
| 第7話  | 海みたいなところ     | 9月12日       |
| 第8話  | 雨やどり             | 9月19日       |
| 第9話  | ハイキング           | 9月26日       |
| 第10話 | かじゅえん           | 10月3日       |
| 第11話 | おべんとう           | 10月10日      |
| 第12話 | どろんこ             | 10月17日      |
| 第13話 | 大公園               | 10月23日      |
| 第14話 | ハロウィン会         | 10月31日      |
| 第15話 | お池でぷかぷか       | 11月7日       |
| 第16話 | おでかけ大ザメ       | 11月14日      |
| 第17話 | 星見が丘             | 11月21日      |
| 第18話 | ふわふわ             | 11月28日      |
| 第19話 | 春になったら -前編-  | 12月5日       |
| 第20話 | 春になったら -後編-  | 12月12日      |
| 第21話 | ふゆの夜             | 12月19日      |
| 第22話 | かさじぞう           | 12月26日      |
| 第23話 | おとし玉             | 2024年 1月2日 |
| 第24話 | おもちパン           | 1月5日        |
| 第25話 | ダイナソー           | 1月9日        |
| 第26話 | 雪あそび             | 1月12日       |
| 第27話 | 友達の家             | 1月16日       |
| 第28話 | たのしい人形劇       | 1月19日       |
| 第29話 | 冬のベーカリー       | 1月23日       |
| 第30話 | 工作                 | 1月26日       |
| 第31話 | ヒーローショー       | 1月30日       |
| 第32話 | 子ザメと桃太郎       | 2月2日        |
| 第33話 | グリンピース         | 2月6日        |
| 第34話 | プリントシール       | 2月9日        |
| 第35話 | あこがれのコーヒー   | 2月13日       |
| 第36話 | 3D                   | 2月16日       |
| 第37話 | プレイルーム         | 2月20日       |
| 第38話 | 押しボタン式         | 2月23日       |
| 第39話 | シャボン玉           | 2月27日       |
| 第40話 | ひな祭り             | 3月1日        |
| 第41話 | 子ザメときこりの出水 | 3月5日        |
| 第42話 | せんとう             | 3月8日        |
| 第43話 | まねきねこ           | 3月12日       |
| 第44話 | インタビュー         | 3月15日       |
| 第45話 | 羽つきぎょうざ       | 3月19日       |
| 第46話 | 落としもの -前編-    | 3月22日       |
| 第47話 | 落としもの -後編-    | 3月26日       |
| 第48話 | ふうせん             | 3月29日       |
| 第49話 | 登校したい           | 4月2日        |
| 第50話 | 春が来た             | 4月5日        |
| 第51話 | 小さなダム           | 4月9日        |
| 第52話 | クレープ             | 4月12日       |
| 第53話 | すなば               | 4月17日       |
| 第54話 | おやつとリュック     | 4月19日       |
| 第55話 | おでかけチビーバー   | 4月23日       |
| 第56話 | おばけやしき         | 4月26日       |
| 第57話 | かりものパン食い競走 | 4月30日       |
| 第58話 | 笑顔でいれば -前編-  | 5月3日        |
| 第59話 | 笑顔でいれば -後編-  | 5月7日        |
| 第60話 | 一日のはじまり       | 5月10日       |

### SPコラボ
| 話数 | サブタイトル                                                              | 配信日         |
| ---- | ------------------------------------------------------------------------- | -------------- |
| 1    | アニメ『おでかけ子ザメ』×『GAMERA -Rebirth-』SPコラボ「ガメラVS子ザメラ」 | 2023年 9月20日 |
| 2    | アニメ『おでかけ子ザメ』×『千葉県 黒アヒージョ』SPコラボ                  | 2024年 1月18日 |

## 映画
2024年8月1日に、「とかい」へのおでかけをテーマにしたアニメ新シリーズとして映画化が発表された。

2024年12月20日にタイトルが「映画 おでかけ子ザメ とかいのおともだち」と発表された。2025年8月22日公開予定。

### スタッフ
- 原作 - ペンギンボックス[4]
- 監督 - 熊野千尋[4]
- 脚本 - 長嶋宏明[4]
- キャラクターデザイン - 竹内あゆみ[4]
- 音響監督 - 小泉紀介[4]
- 音響制作 - dugout[4]
- 音楽 - 藤澤慶昌[4]
- アニメーション制作 - ENGI[4]
- 配給 - 角川ANIMATION[4]
- 製作 - KADOKAWA[4]

### 主題歌
「where you come from」
シンガーソングライターのロザリーナの作詞・作曲・歌唱による主題歌。編曲はWolf Kid。